# Shàonián de nǐ
Better Days (少年的你  PY:Shàonián de nǐ) è un film del 2019 diretto da Derek Tsang.
Il film è l'adattamento cinematografico del romanzo di Jiu Yuexi Shàonián de nǐ, rúcǐ měilì, pubblicato online nel 2015 e dato alle stampe l'anno seguente; è divenuto un bestseller in Cina dopo l'uscita del film. È stato scelto per rappresentare Hong Kong nella categoria per il miglior film internazionale ai premi Oscar 2021, venendo candidato.

## Trama
Nel 2011, a Chongqing, la studentessa Chen Nian è a poche settimane dall'esame di ammissione all'università. L'intera scuola è in fermento per l'importanza del traguardo, per il quale i ragazzi sono soggetti a enorme pressione. Un'amica di Chen Nian, tormentata per mesi dai compagni di classe, si suicida nel cortile della scuola. Un trauma che, assieme ai debiti della madre, rende la protagonista il prossimo bersaglio di un bullismo estremo. Mentre la polizia indaga sul caso senza troppo successo, la ragazza conosce e in seguito si affida alla protezione di Liu Beishan, giovane delinquente della zona.

## Produzione
Le riprese sono cominciate nel luglio 2018 e si sono concluse il 10 settembre 2018. Gran parte del film è stato girato nella città di Chongqing.

### Colonna sonora
La colonna sonora del film comprende i brani We Are Well (我们很好) di JJ Lin, Thoughts (念想) di Jackson Yee e Fly di Yoyo Sham.

## Distribuzione
Originariamente incluso nella selezione della sezione Generation 14plus del Festival di Berlino 2019, il film è stato ritirato senza spiegazioni dalle autorità cinesi a pochi giorni dall'inizio della kermesse; la rivista di settore Variety e il New York Times hanno definito la mossa "in forte odore di censura di Stato".
Dopo essere stato posticipato un'altra volta in relazione all'uscita prevista per il mese di giugno, è stato distribuito nelle sale cinematografiche cinesi a partire dal 25 ottobre 2019 con tre giorni di preavviso.

## Accoglienza

### Incassi
Il film è diventato un successo contro ogni aspettativa, classificandosi primo al botteghino cinese nel suo weekend d'esordio con un incasso pari a 81,5 milioni di dollari. In totale, il film ha finito per incassare 225,9 milioni di dollari in tutto il mondo.

### Critica
Sull'aggregatore di recensioni online Rotten Tomatoes, il film ha una percentuale di giudizi positivi pari al 100% basata su 17 recensioni da parte della critica, con una media dell'8,5. Su Metacritic, che utilizza una media ponderata, ha un punteggio di 83 su 100, basato su 5 recensioni da parte della critica, ad indicare un "plauso unanime".

## Riconoscimenti
- 2021 - Premi Oscar[3]
  - Candidatura per il miglior film internazionale
- 2020 - Far East Film Festival[13]
  - Gelso d'oro
  - Gelso nero
- 2020 - Hong Kong Film Awards[14][15]
  - Miglior film
  - Miglior regista a Derek Tsang
  - Miglior attrice a Zhou Dongyu
  - Miglior attore esordiente a Jackson Yee
  - Miglior sceneggiatura a Lam Wing-sum, Li Yuan Li, Xu Yimeng
  - Miglior fotografia a Yu Jing-pin
  - Migliori costumi e trucco a Dora Ng
  - Migliore canzone a Fly
  - Candidatura per il miglior attore a Jackson Yee
  - Candidatura per il miglior montaggio a Zhang Yibo
  - Candidatura per la miglior colonna sonora originale a Varqa Buehrer
  - Candidatura per la miglior scenografia a Liang Honghu